# Messina
|  | Per a altres significats, vegeu «Messina (desambiguació)». |

Messina (sicilià: Missina) és una ciutat d'Itàlia situada al nord-est de Sicília. És la capital de la seva ciutat metropolitana, i és la tercera ciutat més gran de l'illa, amb uns 230.000 habitants, per darrere Palerm i Catània i per davant de Siracusa. És coneguda com a «la porta de Sicília», atès que és situada davant l'estret de Messina, que separa la península itàlica de Sicília per només 3 km. Situada al peu dels Monti Peloritani, limita amb els municipis de Fiumedinisi, Itala, Monforte San Giorgio, Rometta, Saponara, Scaletta Zanclea i Villafranca Tirrena.
Fou fundada com a colònia grega al segle viii aC per colons calcídics procedents de Cumes sota el nom de Zancle (grec antic: Ζάγκλη), nom d'origen sícul que volia dir 'falç'. Posteriorment, el segle v aC el tirà Anaxilau li imposà el nom de Messana (en dòric Μεσσάνα; en jònic Μεσσήνη; en llatí: Messana) en honor a la seva terra d'origen.

## Història

### Edat antiga
Segon Tucídides, fou fundada amb el nom de Zancle potser sobre un establiment dels sículs per pirates de Cumes, que eren colònia calcídica, i aviat convertit en colònia regular amb colons de Calcis i altres ciutats d'Eubea, dirigits per Perieres de Calcis i Cratèmenes de Cumes. El Periple de Pseudo-Escimne i Estrabó diuen que fou fundada com a colònia de Naxos de Sicília, una colònia calcídia, de manera que havia de ser fundada després del 735 aC. Al seu torn, es diu que Miles, fundada el 716 aC, fou una colònia de Zancle, de manera que Zancle hagué de ser fundada abans d'aquesta data. Els zanclis encara fundaren una altra colònia, Hímera, al nord-oest de l'illa, que, a diferència de Miles, va créixer i va esdevenir ciutat important.
Després del 494 aC, alguns milesis i gent de Samos, fugint de la invasió persa, van donar nou impuls a les colonitzacions de Zancle, fundant un establiment entre Hímera i Miles; però el tirà de Règion, Anaxilau, els va convèncer d'apoderar-se de la mateixa Zancle, aprofitant que estava desguarnida (les tropes eren absents, no se sap on). Zancle era governada llavors pel tirà Escites, al qual Heròdot dona el títol de rei; atacada Zancle, va demanar l'ajut d'Hipòcrates, tirà de Gela, però aquest els va trair, es va aliar als atacants, i junts van ocupar la ciutat. Escites fou empresonat junt amb part de la població, i la gent de Samos i alguns milesis es van quedar amb la possessió de Zancle.
Però pocs anys després, Anaxilau es va apoderar de la ciutat i va enviar un grup de colons vinguts en bona part de Messènia; així, fou rebatejada Messana, per la semblança amb la terra de Grècia del mateix nom. Aquests fets van passar entre el 493 aC i el 476 aC, en què va morir Anaxilau. Aquest va donar el govern de Messana al seu fill Leòfron.
Per un temps va restar unida a Règion, i a la mort d'Anaxilau va passar a ser governada per Mícit i després per dos fills d'Anaxilau; però a la mort de Hieró I i l'expulsió del seu germà Trasibul de Siracusa, la ciutat va expulsar el seu tirà i es va fer independent el 461 aC. Nous colons es van establir a la ciutat. El següent període (460 aC-426 aC) fou de gran prosperitat.

Ubicació de Messina dins de la província

El 426 aC va arribar a Messana la flota atenenca dirigida per Laques, que es va establir a Règion i va atacar Miles, que es va haver de rendir. Llavors, Laques va atacar Messana, que també es va haver de sotmetre a l'aliança atenenca.

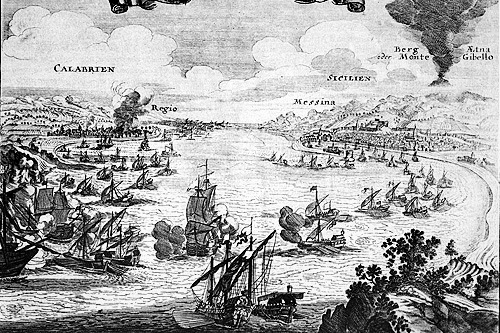
L'estret de Messina en un gravat antic

El 425 aC, els habitants de Messana van sortir de l'aliança i es van aliar a Siracusa i la ciutat va esdevenir port de l'aliança entre Siracusa i Locres. Messana va atacar Naxos i els van derrotar, però foren derrotats al seu torn pels sículs i leontins, que van assetjar Messana sense èxit. El 424 aC, es va signar la pau general, però les dissensions internes van portar a la dominació de la ciutat per Locres Epizefiris, dominació que no va durar puix el 415 aC, quan va tornar la flota atenenca, ja era altre cop independent. En aquesta ocasió, Messana va romandre neutral i va rebutjar les demandes d'Atenes i de Siracusa.
Anys després, es van refugiar a la ciutat els fugitius d'Hímera, que havia estat conquerida pels cartaginesos (409 aC) i van enviar ajut a Acragant contra els mateixos cartaginesos. En aquesta època, era una ciutat important i poderosa que disposava d'una flota de 80 trirrems. Si bé la ciutat no tenia massa simpaties per Dionís el Vell de Siracusa, no volia tampoc estar al costat de Règion en la seva aliança amb Naxos i Catana, ciutats calcídides, i va seguir una política vacil·lant.
Llavors el general Himilcó, desembarcat a Sicília el 396 aC, es va dirigir des de Panorm contra Messana i la va conquerir; la població es va escapar en part i els que no ho van fer foren assassinats; les muralles foren destruïdes fins als fonaments.
Derrotats els cartaginesos, Dionís el Vell va voler restaurar Messana amb els supervivents i altres colons de Locres i Medma. Però, poc després, els exiliats de Messana van fundar la nova ciutat de Tíndaris. Règion, que veia amb preocupació l'establiment siracusà a Messana, va fortificar Miles, on va establir exiliats de Naxos, Catana i altres ciutats que havien estat expulsats per Dionís, però Messana aviat va recuperar Miles i va donar suport a Dionís contra Règion.
Després de la mort de Dionís, la ciutat de Messana va tornar a fer política pròpia i va tornar a agafar prosperitat. El 375 aC Messana va ajudar Dió contra Dionís el Jove, i després de la mort de Dió van rebutjar un atac de Cal·lip a la ciutat.
Una mica més tard, es va apoderar del govern el tirà Hipó, al qual els cartaginesos van imposar l'aliança, però en foren deslliurats, del tirà i l'aliança, per Timoleont el 339 aC.
Agàtocles, després de fer-se amo de Siracusa, va atacar Messana. El seu primer intent, el 315 aC, va fracassar; va poder ocupar Miles, però finalment la va haver de retornar després de restaurar-la. Però, el 312 aC Agàtocles va conquerir Messana, però les represàlies contra els que s'hi oposaven van crear l'hostilitat general dels habitants i en ser derrotat Agàtocles el 311 aC a Ecnomos, es van independitzar i es van aliar a Cartago.
A la mort d'Agàtocles (289 aC), les seves bandes de mercenaris, majoritàriament procedents de Campània, foren expulsades pels siracusans aliats ara amb els cartaginesos, i es van refugiar a Messana, i una vegada dins, es van girar contra els seus protectors i es van apoderar de la ciutat (vers el 282 aC). Els mercenaris es van fer dir mamertins, que vol dir 'fills de Mart' (el nom osc de Mart era Mamer), però la ciutat no va canviar de nom. El nom de mamertins es va aplicar amb el temps als habitants de la ciutat en general.
Els mamertins van estendre el seu poder a l'angle nord-est de Sicília i es van fer amos de diverses fortaleses i ciutats. La seva ocupació de Rhegio va reforçar la seva posició, que només es va veure alterada per l'arribada de Pirros de l'Epir el 278 aC. Els mamertins es van aliar al cartaginesos però en debades. Pirros va derrotar els mamertins i els va ocupar diverses fortaleses però no va atacar Messana mateix.
Quan Pirros va tornar a Itàlia, els mamertins van enviar un exèrcit que el va atacar per sorpresa en la seva marxa i el va derrotar.
Llavors, els mamertins es van enfrontar amb Hieró de Siracusa, que poc després de la sortida de Pirros havia assolit el poder a la ciutat de Siracusa i dependències. El 271 aC, Rhegio va caure en mans dels romans i llavors Hieró va envair Messana, va conquerir Miles, i va derrotar els mamertins a la riba del Longanos, i va fer una matança tan gran que la mateixa Messana va estar a punt de rendir-se sense lluitar, i no ho va fer per l'oportuna arribada d'una força cartaginesa sota Hanníbal.
Els mamertins van considerar que no podien fer front a la força d'Hieró i una part es decantava per una aliança amb Cartago i l'altra per l'aliança amb Roma. Els darrers es van imposar i una ambaixada va demanar ajut als romans. La intervenció romana fou l'origen de la Primera Guerra púnica el 264 aC.
Abans de l'arribada de l'ajut romà, el partit cartaginès es va imposar a la ciutat i la ciutadella fou ocupada per una guarnició cartaginesa, però a l'arribada de Gai Claudi, els mamertins els van expulsar i, poc després, el cònsol Api Claudi Càudex va desembarcar a Messana i va derrotar cartaginesos i siracusans, que s'havien aliat contra els mamertins i estaven assetjant la ciutat amb forces conjuntes. Una guarnició romana es va establir a la ciutat i durant tota la guerra fou la seva principal base.
Al final de la guerra, els mamertins van obtenir la renovació del tractat d'aliança i van romandre com a nominal ciutat aliada, però en la pràctica ja van passar a Roma. Encara en temps de Ciceró romanien com a ciutat aliada. Aquesta aliança no els va protegir de les exaccions de Verres, però van contemporitzar hàbilment amb aquest pretor, i amb alguns suborns, no fou una ciutat gaire afectada.
Durant la darrera part de la república i sota l'imperi, Messana fou una de les principals ciutats de Sicília (civitas maxima et locupletissima); com a ciutat aliada, tenia el seu senat i els seus magistrats i només havia de contribuir amb gra, i amb vaixells i subministraments en cas de guerra, i no estava subjecta a altres taxes.
Durant la guerra social no fou saquejada com altres ciutats per Atènion; el 48 aC, fou estació naval de part de la flota de Cèsar, que fou atacada pel pompeià Cassi, que va cremar els vaixells (un total de 35), però no va fer res contra la ciutat protegida per una legió romana. Després, fou seu de Sext Pompeu durant la seva guerra contra Octavi August (36 aC) i la seva flota controlava l'illa des Tauromernion a Tíndaris. Sext, després de ser derrotat per Agripa; es va escapar de Messana amb una esquadró de només 17 vaixells. Probablement, fou llavors quan va perdre la seva condició de ciutat aliada, però els habitants van rebre la ciutadania romana i va esdevenir municipi romà ordinari.
Pràcticament, no és esmentada durant l'imperi, però va romandre ciutat d'importància dins Sicília.
El vi de Messana, el conegut vi mamertí (vinum mamertinum), era molt apreciat a Roma en temps de Plini el Vell.
A la moderna ciutat queden molt poques restes: uns banys, alguns paviments i una església catòlica primitiva; l'església de San Giovanni de' Fiorentini se suposa que fou construïda sobre una capella d'Heius.
El seu port, excel·lent, podia albergar 600 vaixells i tenia abundants dipòsits d'aigua.

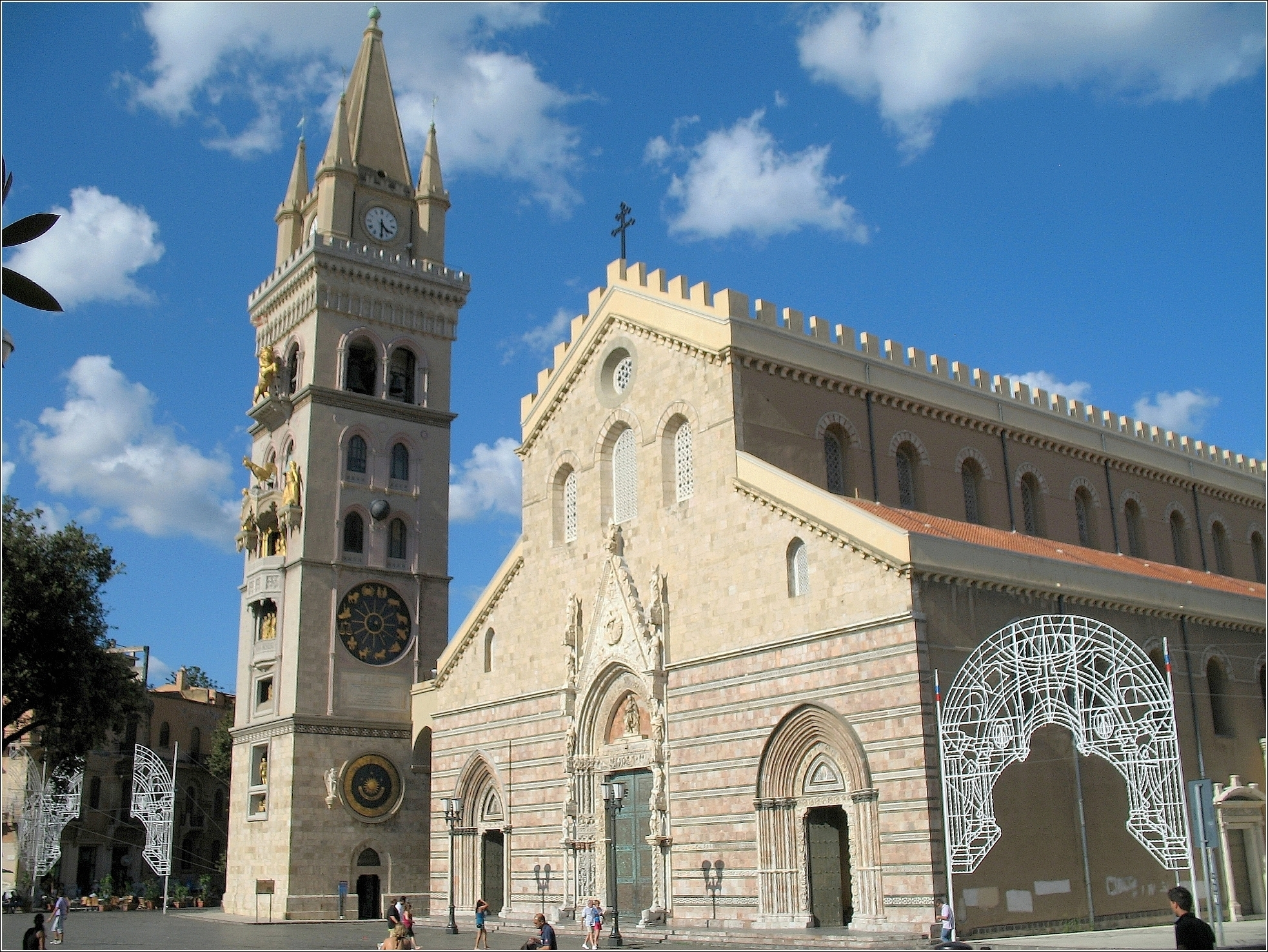
Catedral de Messina, 2009

### Edat contemporània
La ciutat va ser reconstruïda per complet després del terrible terratrèmol i la consegüent onada gegantina del 1908. El nombre de víctimes va ser molt greu: Messina, que en aquell moment tenia uns 140.000 habitants, en va perdre uns 70.000. El tràgic terratrèmol de 1908 està vinculat a una pàgina significativa de l'amistat entre la ciutat i el poble rus. Els primers rescatadors que van arribar a Messina, de fet, van ser els mariners de la flota imperial russa, que es trobava al port d'Augusta per fer exercicis.
 Reconstruïda  en part altra vegada després dels bombardejos angloamericans del 1943, la ciutat, amb el seu gran port, és una escala fonamental dels transbordadors que van al continent i un important centre turístic, comercial, de construcció naval, agrícola, artesanal i industrial. És seu d'una destacada universitat d'importància històrica.

## Població
Amb 216.642 habitants (2025), és la tercera ciutat de Sicília després de la capital, Palerm, i de Catània, i la 14a de tot Itàlia. L'àrea metropolitana de Messina comprèn 51 municipis en una conurbació costanera ininterrompuda en forma de nansa de 125 km que va de la plana de Milazzo, davant les illes Eòlies, fins a la badia de Taormina i Giardini-Naxos. Aquesta àrea, l'11a d'Itàlia, té 479.404 habitants, dels quals 66.539 a la banda del Jònic i 166.542 a la del Tirrè. La seva evolució demogràfica ha estat:
A 1 de gener de 2024, hi havia 11.394 estrangers residint a Messina, que representaven el 5,2% de la població resident.  La comunitat estrangera més gran és la de Sri Lanka amb un 31,0% de tots els estrangers presents al país, seguida de les Filipines i Romania.

## Administració
| Període | Identitat       | Partit            |
| ------- | --------------- | ----------------- |
| 2022-   | Federico Basile | ScN - autonomista |

## Persones il·lustres
- Concetto Gallo, comandant de l'EVIS i diputat independentista
- Pietro Gori, poeta i anarquista
- Dicearc de Messana, filòsof
- Evemer, filòsof
- Antonello da Messina, pintor
- Filippo Juvara, arquitecte
- Francesco Martino, president de Sicília
- Domenico Scorpione, mestre de capella de la catedral durant molts anys
- Adolfo Celi, actor
- Vincenzo Nibali, ciclista

## Galeria d'imatges

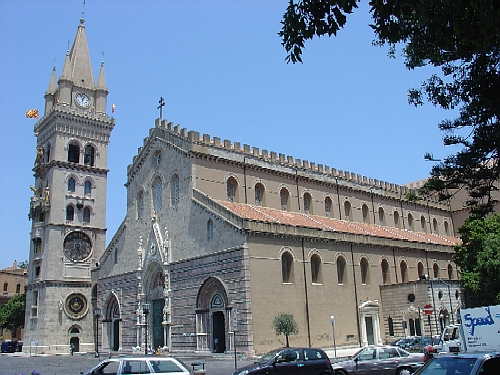
Duomo
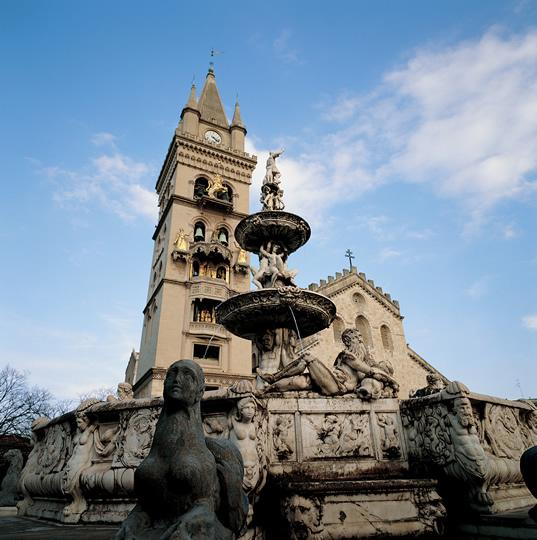
Font del Duomo
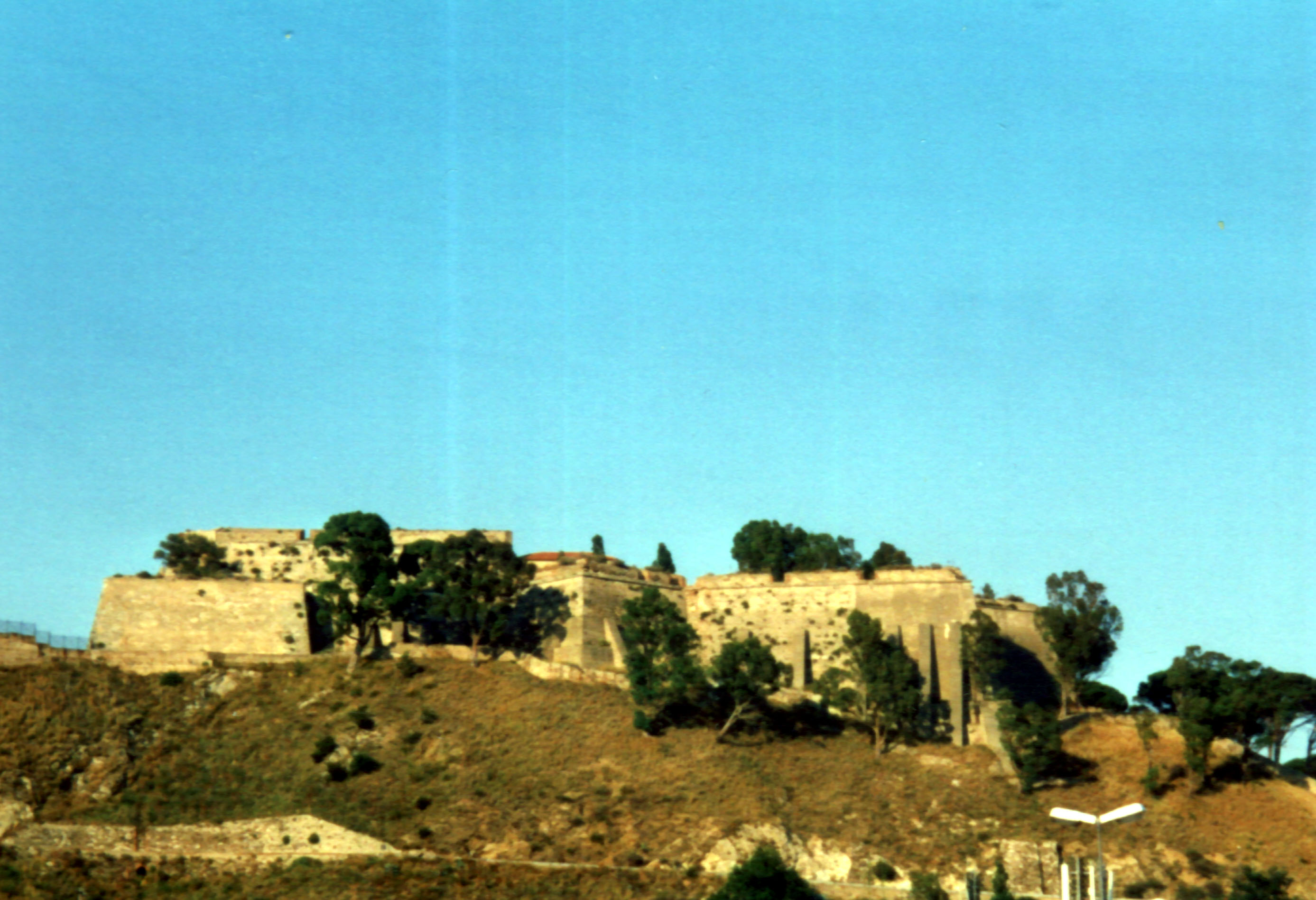
Fort Gonzaga
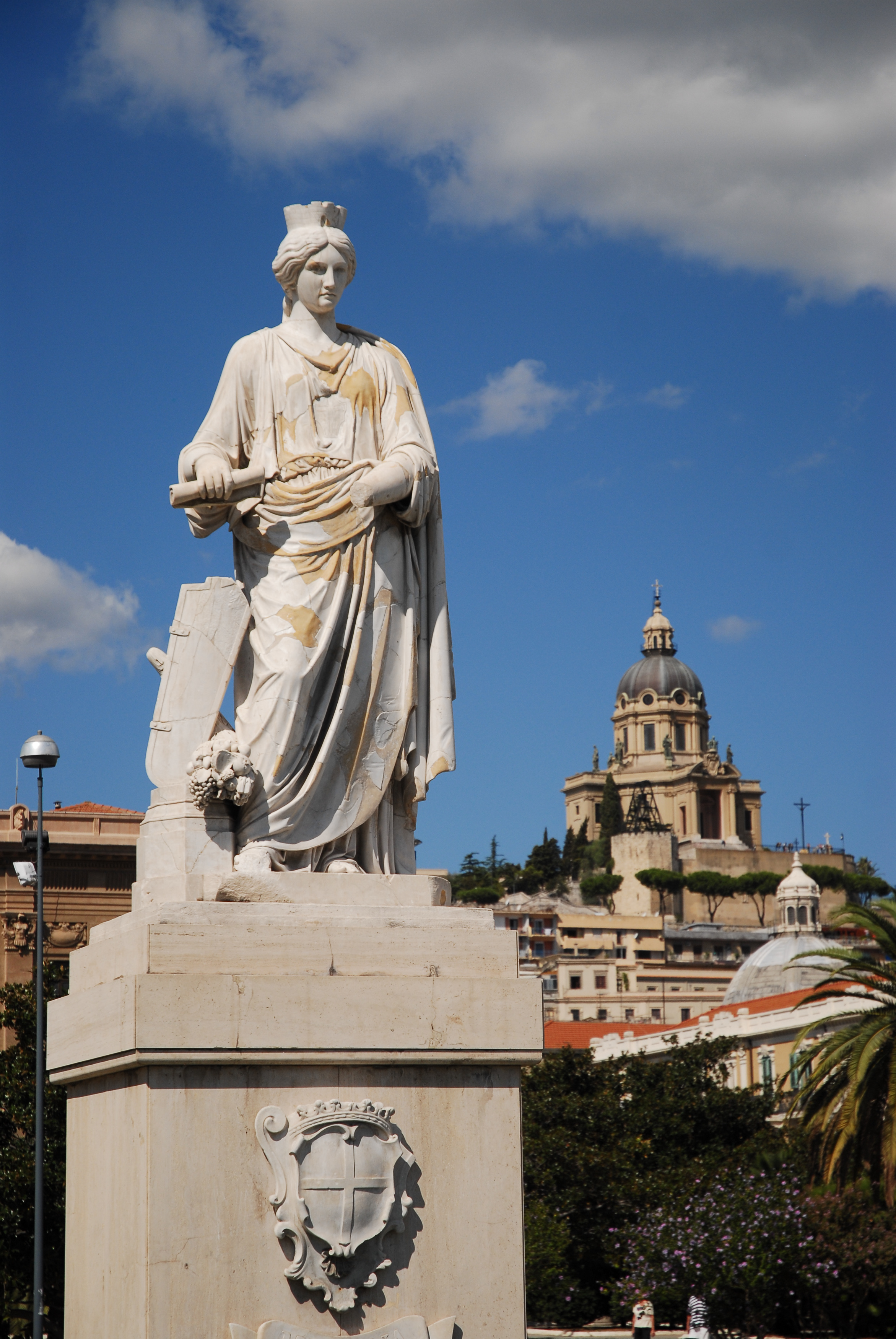
L'estàtua de la personificació de Messina
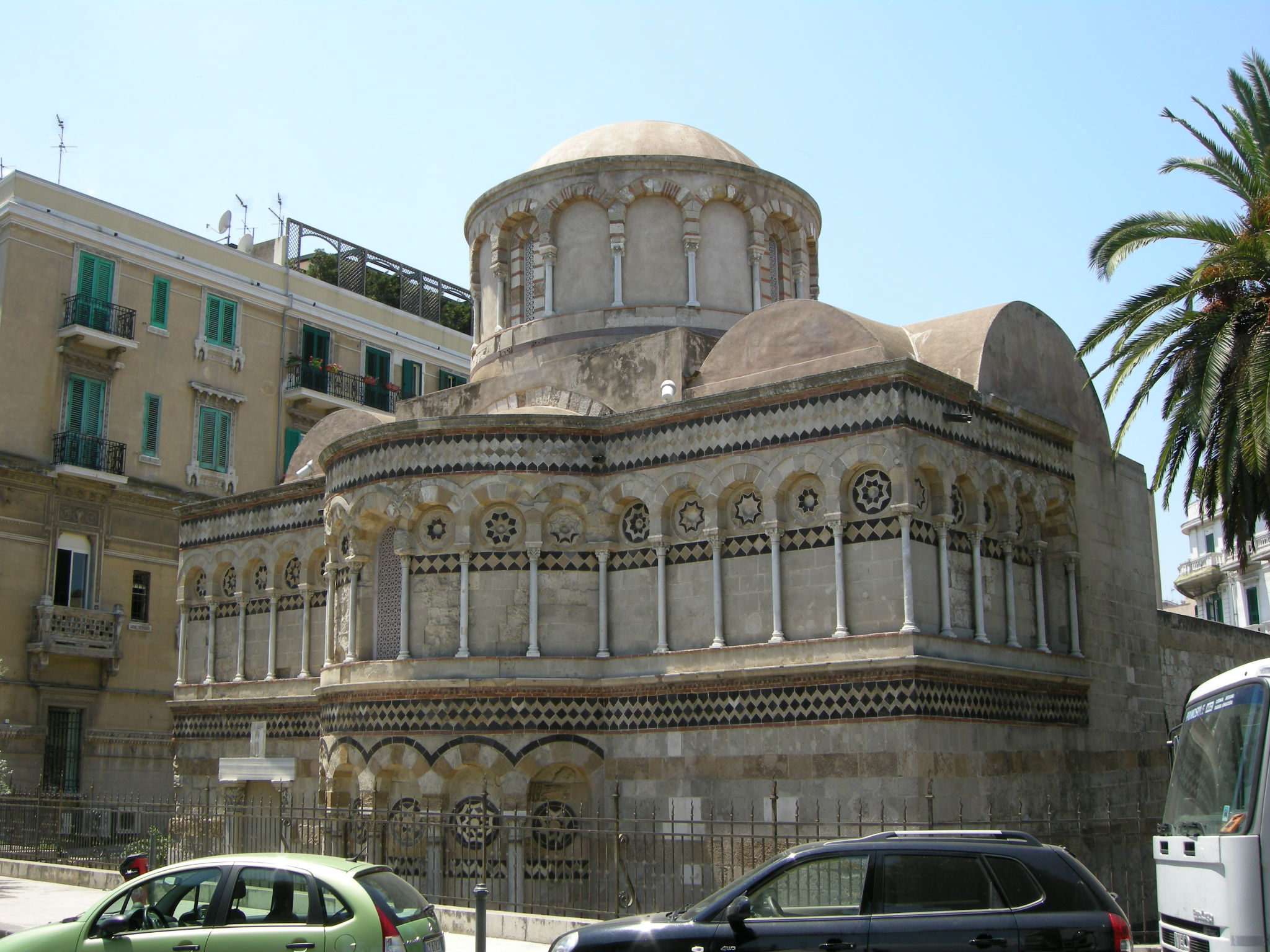
Església de la Santissima Annunziata dei Catalani